# Notgrunden (vid Hitis, Kimitoön)
Notgrunden är öar i Finland. De ligger i Skärgårdshavet och i kommunen Kimitoön i den ekonomiska regionen  Åboland i landskapet Egentliga Finland, i den sydvästra delen av landet. Öarna ligger omkring 65 kilometer söder om Åbo och omkring 130 kilometer väster om Helsingfors.
Arean för den av öarna koordinaterna pekar på är 2 hektar och dess största längd är 250 meter i öst-västlig riktning. Ön höjer sig omkring 5 meter över havsytan.